# Малая Куторка
Малая Куторка  (Хуторка) — река в России, протекает по Челябинской области. Устье реки находится в 3,4 км по правому берегу реки Большая Куторка. Длина реки составляет 8 км, площадь водосборного бассейна 47,6 км².

## Данные водного реестра
По данным государственного водного реестра России относится к Камскому бассейновому округу, водохозяйственный участок реки — Ай от истока и до устья, речной подбассейн реки — Белая. Речной бассейн реки — Кама.
Код объекта в государственном водном реестре — 10010201012111100021986.